# Alex Lawther
Alexander Lawther dit Alex Lawther, né le 4 mai 1995 à Winchester (Angleterre), est un acteur britannique.
Il s'est fait connaître en incarnant Alan Turing jeune dans le film Imitation Game (2014), rôle qui lui a valu le London Film Critics' Circle Award for Young British Performer of the Year. Plus tard, il joue le rôle principal de la série cynique The End of the F***ing World. Il a aussi joué dans un épisode de Black Mirror intitulé : « Tais-toi et danse » (2016). Le travail d'Alex Lawther a été souligné par Maggie Smith, qui dit de lui que beaucoup passent leur vie à essayer d'atteindre ce qu'il a réussi. L'Evening Standard en a fait un nouveau Ben Whishaw, qui est une de ses idoles.

## Biographie
Alexander Jonathan Lawther est né à Winchester dans le comté du Hampshire (Angleterre). Dernier de trois enfants, il pense que son désir de devenir acteur lui est venu de devoir s'amuser seul.
Ses parents sont avocats, son frère aîné Cameron Lawther est producteur de cinéma. En 2010, les deux frères ont collaboré pour The Fear.
En 2009, Alex Lawther écrit et monte une pièce au sein du club de théâtre de Churcher's College, et joue Ratty dans The Wind in the Willows. Avant de jouer professionnellement, il étudiait l'histoire au King's College de Londres. Il a été formé au National Youth Theatre.

### Carrière
La carrière professionnelle d'Alex Lawther commence à seize ans quand il joue John Blakemore dans South Downs de David Hare au Chichester Festival Theatre. Il débute au cinéma avec Imitation Game (2014),  ce qui lui vaut un Academy Award,,,. Son interprétation d'Alan Turing jeune lui vaut le prix du meilleur acteur britannique de l'année du London Film Critics' Circle en 2015. En 2016, il apparaît dans l'épisode Shut Up and Dance de la série Black Mirror. Si l'épisode est reçu de façon mitigée, sa prestation est acclamée.
En 2017, il tient le rôle principal, au côté de Jessica Barden, dans la série britannique The End of the F***ing World, diffusée sur Channel 4 et Netflix. Sa performance est à nouveau saluée par la critique.
Fin septembre 2018, Alex Lawther fait son apparition à la 29e édition du festival du film britannique de Dinard, pour parler d'Old Boy, un film de Toby MacDonald dans lequel il interprète Amberson.
Fin 2019, il retrouve le rôle de James pour la seconde et ultime saison de la série britannique The End of The Fucking World , diffusée à partir du 5 novembre 2019.
En 2019, il tient l'un des rôles principaux du film de Régis Roinsard Les Traducteurs au côté de Lambert Wilson, film pour lequel il a appris à parler couramment français.
En 2022, il tient le rôle secondaire de Karis Nemik dans la série Andor de la saga Star Wars.
En 2025, il joue l'un des rôle principaux de la série Alien : Earth, de l'univers d'Alien.

## Filmographie
Sauf indication contraire, les informations mentionnées dans cette section peuvent être confirmées par la base de données cinématographiques IMDb,  présente dans la section « Liens externes ».

### Cinéma

#### Longs métrages
- 2013 : Benjamin Britten: Peace and Conflict de Tony Britten : Benjamin Britten
- 2014 : Imitation Game (The Imitation Game) de Morten Tyldum : Alan Turing, jeune
- 2014 : Le Monde de Nathan (X+Y) de Morgan Matthews : Isaac Cooper
- 2015 : Departure d'Andrew Steggall : Elliot
- 2017 : Freak Show de Trudie Styler : Billy Bloom
- 2017 : Goodbye Christopher Robin de Simon Curtis : Christopher Robin Milne, à 18 ans
- 2017 : Ghost Stories de Jeremy Dyson et Andy Nyman : Simon Rifkind / le jeune docteur
- 2018 : Old Boys de Toby MacDonald : Amberson
- 2019 : Les Traducteurs de Régis Roinsard : Alex Goodman
- 2021 : Le Dernier duel (The Last Duel) de Ridley Scott : Roi Charles VI
- 2021 : The French Dispatch de Wes Anderson : Morisot
- 2021 : Earwig de Lucile Hadzihalilovic : Laurence

### Télévision

#### Séries télévisées
- 2014 : Holby City : Fred Bamber
- 2016 : Black Mirror : Kenny
- 2017 : Howards End : Tibby Schlegel
- 2017 - 2019 : The End of the F***ing World : James
- 2020 : Unprecedented : Real Time Theatre from a Stage of Isolation : Zac
- 2021 : Luz à Osville (The Owl House) : Philip Wittebane (voix)
- 2022 : Andor : Karis Nemik
- 2025 : Alien : Earth : Hermit

#### Téléfilms
- 2022 : Le Patient : Bastien

## Théâtre
- 2011 : South Downs (Chichester Festival Theatre) : John Blakemore[13]
- 2012 : South Downs (Harold Pinter Theatre) : John Blakemore[14]
- 2013 : Fault Lines (Hampstead Theatre) : Ryan[15]
- 2014 : The Glass Supper (Hampstead Theatre) : Jamie[16]
- 2015 : Crushed Shells and Mud (Southwark Playhouse) : Derek[17]

## Distinctions
- Festival du film de Londres 2014 : nomination pour la meilleure révélation britannique pour Imitation Game[18]
- London Film Critics Circle Awards 2015 : meilleur jeune Britannique pour Imitation Game
- Festival du film britannique de Dinard 2015 : mention spéciale pour Departure (avec Juliet Stevenson et Phénix Brossard)